# 2052 Tamriko
2052 Tamriko este un asteroid din centura principală, descoperit pe 24 octombrie 1976 de Richard West.